# Чебанов, Александр Александрович
Саша Чебанов (1928, Ростов-на-Дону — 1942, погиб в бою) — советский пионер-герой, боец Ростовского полка народного ополчения.

## Биография
Родился Саша Чебанов в 1928 году в Ростове-на-Дону. Саша учился в шестом классе в ростовской школе № 43. До прихода фашистов в его родной город жил вместе с мамой — Татьяной Алексеевной. Осенью 1941 года немецкие оккупанты подошли к Ростов-на-Дону, Саша и его мама покинули город, они уехали на Кавказ, в станицу Наурскую. В ноябре 1941 года после первой оккупации город Ростов-на-Дону был освобождён и Саша Чебанов вместе с мамой вернулись в свой родной полуразрушенный город. Вскоре вместе с матерью Саша Чебанов вступил в Ростовский стрелковый полк народного ополчения. В июле 1942 года фашисты вновь захватили город Ростов-на-Дону и Ростовский полк народного ополчения ушёл из города последним. В четырнадцать лет Саша принимал участие в сражениях за Доном и на Кубани, был разведчиком, связным. Свой подвиг юный боец совершил у высоты 104 под Новороссийском. Александр был связным у Фёдорова — командира одного из батальонов Ростовского полка, который расположился на склонах этой высоты, бойцы отражали атаки противника. Ночью немцы подтянули свои подкрепления, лёгкие танки обстреляли позиции ростовчан зажигательными снарядами и они оказались в огненном кольце. Связь со штабом полка прервалась, Саша предложил свою помощь, чтобы его направили в штаб и передать донесение командира батальона. Бесстрашный юный герой под немецкие выстрелы и мины удачно добрался до штаба и не дожидаясь назначение другого связного обратно отправился на высоту с приказом оставить высоту и выйти в тыл противнику. Это были последние минуты юного героя, немцы открыли огонь и Саша был убит осколком разорвавшегося снаряда, ополченцам удалось принести тело юного бойца вместе с запиской из штаба. Саша Чебанов совершил свой подвиг в четырнадцать лет и благодаря его мужеству и стойкости батальон смог успешно продолжать бои. Юного героя-ополченца Александра Чебанова похоронили в Краснодарском крае.

## Память

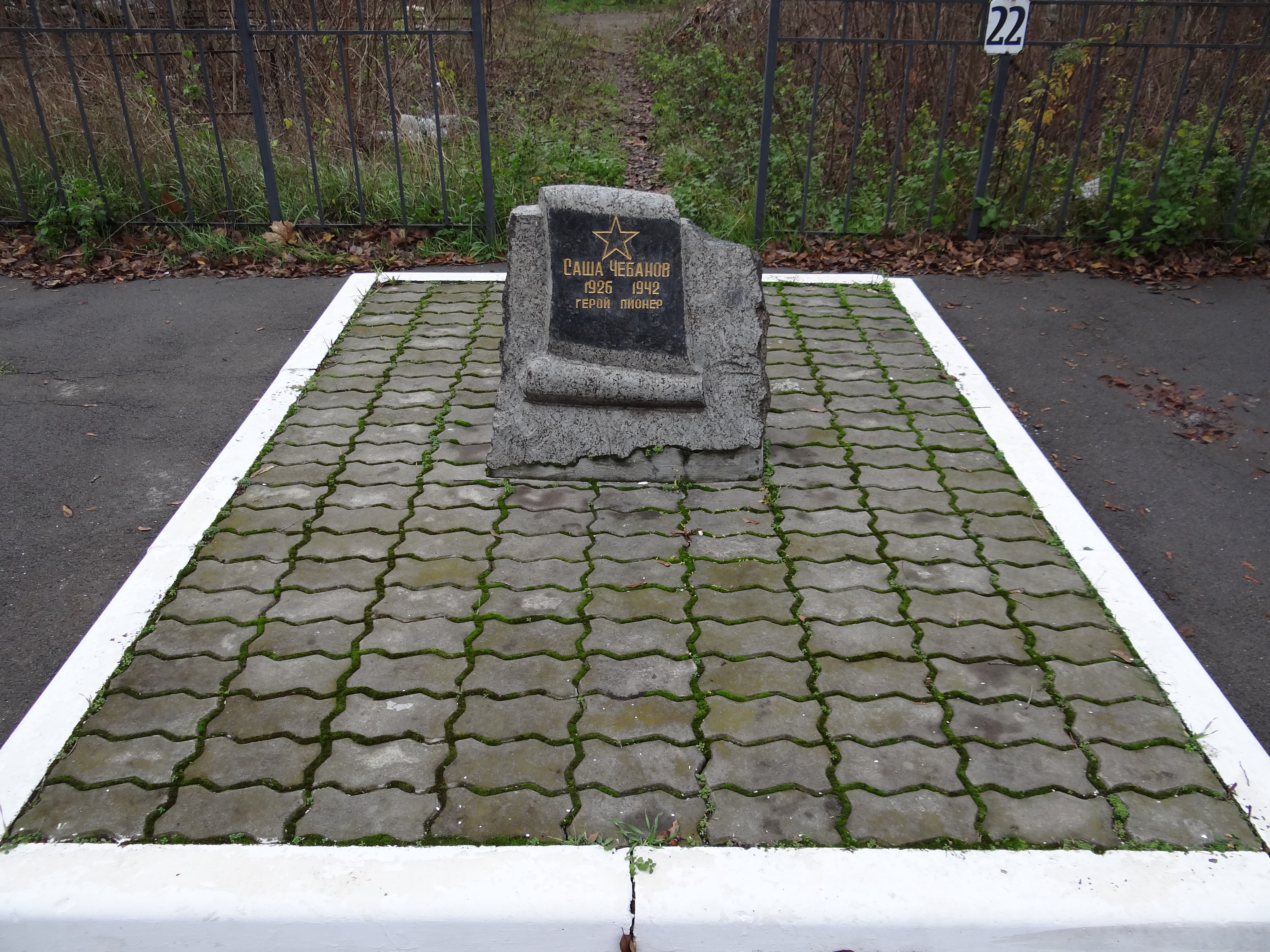
Памятник Саше Чебанову на Братском кладбище Ростова-на-Дону.

- В 1966 году именем Саши Чебанова в Ростове-на-Дону была названа улица[3].
- В 1967 году Саше Чебанову на Братском кладбище Ростова-на-Дону был открыт памятник, под которым лежит горсть земли, привезённая красными следопытами с высоты 104, которую называют Сашиной высотой[3][4].